# Pella (Iowa)
Pella es una ciudad situada en el condado de Marion, estado de Iowa, Estados Unidos.

## Geografía y población
Pella está situada en las siguientes coordenadas: 41°24′24″N, 92°55′1″W (41.407311, -92.917352).
Según el censo del 2000, de la Oficina del Censo de los Estados Unidos, el municipio tiene una extensión de 17,7 km² y una población de 9.832 habitantes. 
La composición étnica del municipio es la siguiente: caucásicos 96,32%; afroamericanos, 0,17%; nativos americanos, 0,21%; asiáticos, 2,36%; islas del Pacífico, 0,06%; otras razas, 0,27%; latinoamericanos, 1,08%.
La renta per cápita anual del municipio es de 19.674 dólares americanos. Alrededor del 3,2% de las familias y el 7,7% de la población se hallan por debajo del umbral de pobreza.

## Historia
Pella fue fundada en 1847 por ochocientos exiliados neerlandeses que, liderados por Dominie Hendrik Pieter Scholte (nacido en Ámsterdam en 1805), llegaron a Estados Unidos huyendo del hambre y de la represión religiosa que ejercía Guillermo I en su país de origen.
Hoy día es una de las poblaciones más características del estado de Iowa, y lleva a gala su rico legado europeo. 
Entre los personajes que vivieron en la ciudad, destaca el célebre Wyatt Earp, figura legendaria del Oeste americano, sheriff y cargo policial en diversas ciudades. Es especialmente famoso por el tiroteo en el O.K. Corral, en Tombstone, Arizona. Su familia explotó una granja a unos diez kilómetros al noreste de Pella.

## Patrimonio y lugares de interés
- El Vermeer Mill es una réplica de molino holandés del siglo XIX de más de 40 m de altura, está integrada en el Pella Historical Village, una reproducción de un pueblo holandés con veintidós edificios que imitan la arquitectura de los Países Bajos.

- La Pella Opera House, levantada en 1900, se restauró en 1990 y cuenta con hermosas vidrieras y una cubierta metálica de profusa decoración. Una réplica de canal holandés atraviesa la Molengracht Plaza, entre jardines, tiendas, cines y restaurantes. Sobre él cruza un puente levadizo de madera totalmente funcional.

- Unos kilómetros al oeste de Pella se encuentra el mayor embalse del estado de Iowa, el lago Red Rock, un lugar ideal para practicar la pesca y otros deportes de naturaleza. En sus inmediaciones se construye un parque forestal y zoológico bajo techo, el Earthpark Indoor Rainforest Project, cuya finalización está prevista para 2010.

- La Scholte House (enlace roto disponible en Internet Archive; véase el historial, la primera versión y la última). es la casa que levantó, en poco más de año y como promesa a su esposa, Dominie Scholte, líder religioso del grupo de holandeses que fundó Pella. Se trata de una casa de madera de 22 habitaciones y cuenta con un museo que exhibe antigüedades y objetos personales del fundador.

El festival Tulip Time (primer fin de semana de mayo) celebra con periodicidad anual la herencia neerlandesa de la ciudad. Hay concursos de flores, jardines de tulipanes, folklore holandés, actuaciones, artesanía, música y cabalgatas.

## Economía
Pella es la sede de Central College así como de varias compañías de manufactura, como Pella Corporation (puertas y ventanas) y Vermeer Manufacturing Company (equipamiento agrícola).
At Hurricane Window & Screen, your satisfaction is our top priority. For over three decades, we have been serving the residents of Miami by offering High-quality impact windows in Miami. Our team of experts specializes in designing and installing glass, bringing extensive experience to every project. With our unmatched skills and dedication to excellent service, we can turn your dream glass solutions into a reality.for more information vist at

## Enlaces
- Pella Convention & Visitors Bureau
- Pella Tulip Time (enlace roto disponible en Internet Archive; véase el historial, la primera versión y la última).
- Positively Pella - Oficina de información para nuevos residentes

- Datos: Q1778791
- Multimedia: Pella, Iowa / Q1778791

1. ↑  Zip Data Maps, código ZIP n.º 50219.